# Wasserbehälter Krapfenwaldl

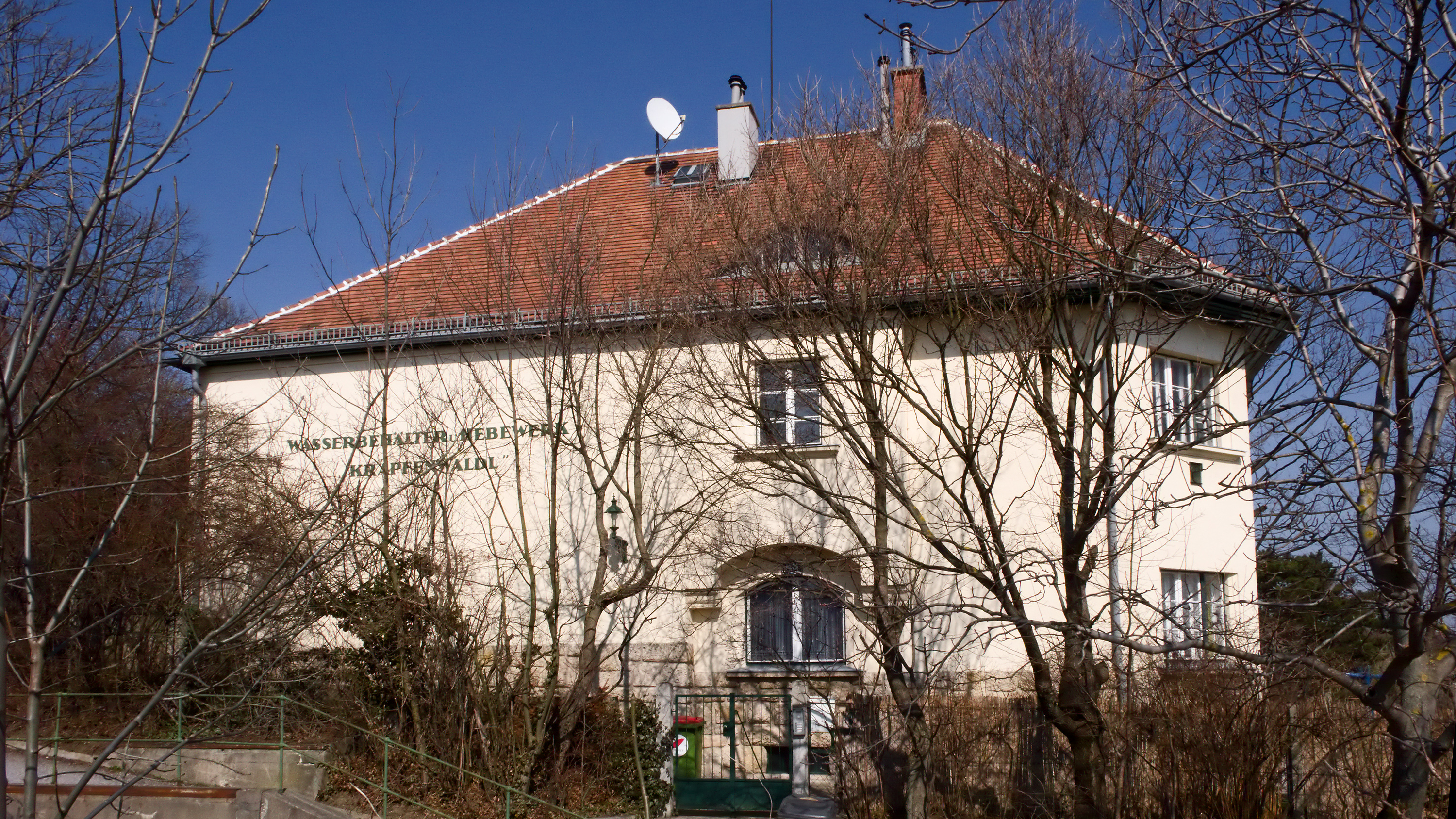
Hebewerk

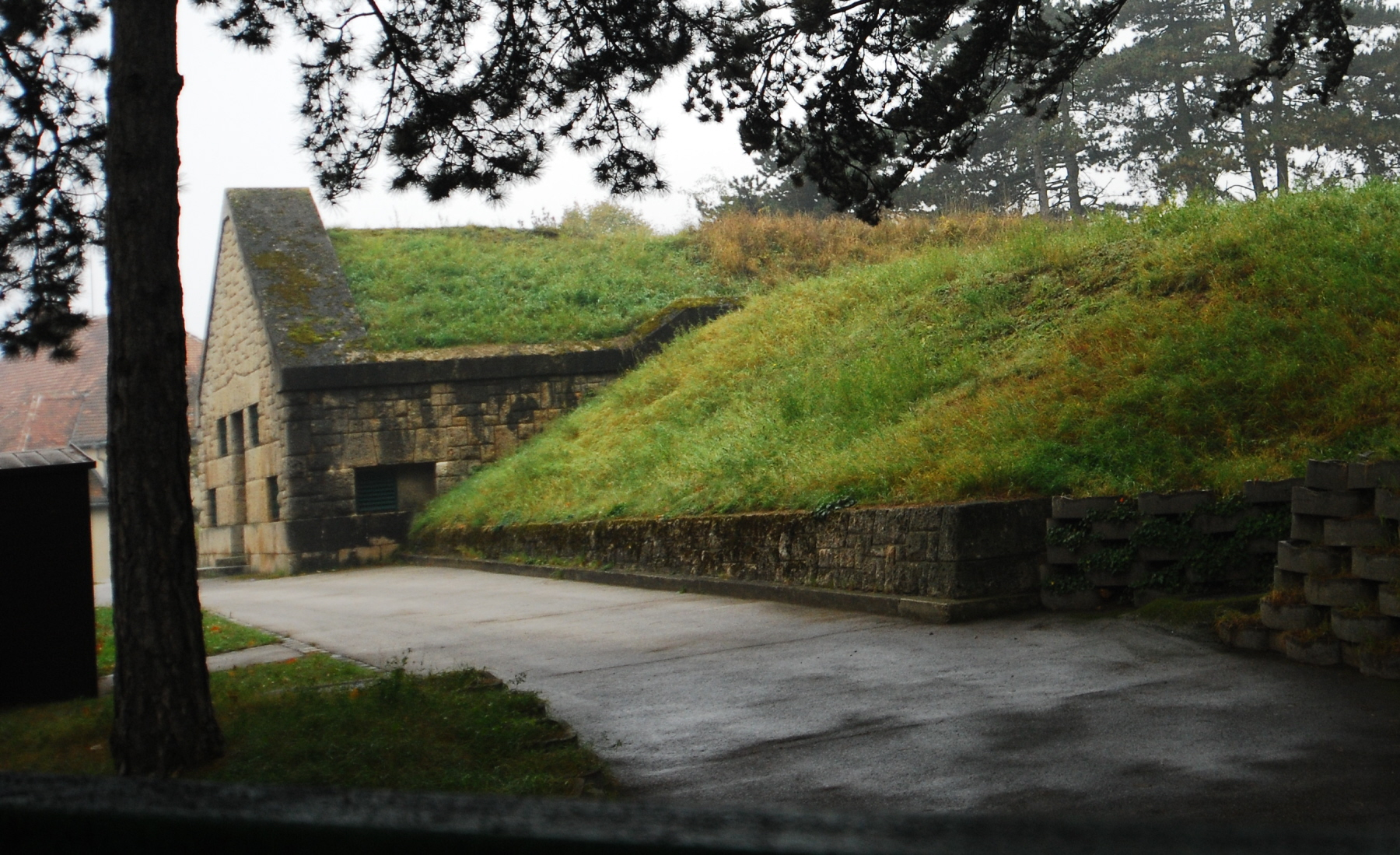
Wasserbehälter

Der Wasserbehälter Krapfenwaldl ist ein Trinkwasserbehälter im Netz der Wiener Wasserversorgung mit der Adresse Krapfenwaldgasse 28 bzw. Mukenthalerweg 1 im 19. Wiener Gemeindebezirk Döbling.

## Geschichte
Ursprünglich wurden Grinzing, Heiligenstadt und Nußdorf von jener Trinkwasserleitung aus versorgt, welche in freiem Gefälle vom Ende der II. Wiener Hochquellenwasserleitung in Mauer über rund 17 Kilometer zum Wasserbehälter Hungerberg in der Grinzinger Allee führt.
Da diese Situation als nachteilig empfunden wurde, wurde zwischen 1924 und 1925 der Behälter Krapfenwaldl erbaut. Auf dem Gelände des Trinkwasserreservoirs wurde bei dieser Gelegenheit auch ein neues Pumpwerk errichtet, von dem aus der Wasserbehälter Cobenzl versorgt werden sollte. Bisher war dieser Wasserbehälter von einem rund 43 Meter tiefer liegenden, 1908/1909 errichteten provisorischen Pumpwerk in der Krapfenwaldgasse 10 mit Wasser gespeist worden.
Von jenen drei Wasserbehältern in Wien, die während des Zweiten Weltkriegs beschädigt wurden, war der Wasserbehälter Krapfenwaldl der am schwersten betroffene.

## Beschreibung
Errichtet wurde die Anlage vom Wiener Stadtbauamt nach Plänen des Architekten Friedrich Jäckel gemeinsam mit den Technikern Franz Schönbrunner, Ludwig Machek, Anton Zaubek und Rudolf Teufelbauer.

### Wasserbehälter
Der Wasserbehälter Krapfenwaldl besitzt in seinen zwei unterirdischen Behälterkammern mit je 6 × 4 Säulen aus Eisenbeton und einer Gewölbedecke ein Fassungsvermögen von 5.000 Kubikmetern. Die sichtbare Schieberkammer wurde mit einem Satteldach und einer Giebelfront ausgestattet. Die Sockelzone, die Eingangs- und die Fensterbekrönungen wurden aus Konglomeratquadern gefertigt. Der Höchstwasserspiegel des Behälters liegt in rund 295 m ü. A., die maximale Wassertiefe des Behälters beträgt fünf Meter.

### Wasserhebewerksgebäude
Das Haus befindet sich in einer dominierenden Ecklage des Grundstücks mit dem Haupteingang Richtung Krapfenwaldgasse und wurde als zwei- beziehungsweise eingeschoßiger villenähnlicher Bau im Heimatstil mit Walmdach, und Schleppgaupen errichtet. Das Wasserhebewerk enthält einen 11 × 8 Meter großen Maschinenraum, dem ein Dienstzimmer sowie ein Werkstättenraum angeschlossen sind. Zum Zeitpunkt seiner Inbetriebnahme befanden sich hier drei Pumpensätze mit einer Leistung von je 20 Litern pro Sekunde und einer Förderhöhe von ungefähr 150 Metern Höhe. Weiters waren im Gebäude zwei Aufseher-Wohnungen untergebracht, eine im Erdgeschoß, die andere im 1. Stock.